# Constant d'Apéry
La constant d'Apéry es defineix com el valor de la funció zeta de Riemann per a un valor de la variable igual a 3, ζ(3):
```
ζ
(3) = 1,20205 69031 59594 28539 97381 61511 44999 ...
```

És a dir, la constant d'Apéry és el límit de la sèrie dels inversos dels cubs:
{\displaystyle {\begin{aligned}\zeta (3)&=\sum _{n=1}^{\infty }{\frac {1}{n^{3}}}\\&=\lim _{n\to \infty }\left({\frac {1}{1^{3}}}+{\frac {1}{2^{3}}}+{\frac {1}{3^{3}}}+{\frac {1}{4^{3}}}+\cdots +{\frac {1}{n^{3}}}\right)\end{aligned}}}.
El nom "constant d'Apéry" prové del fet que el matemàtic francès Roger Apéry demostrà, el 1979, que ζ(3) és irracional (proposició coneguda com a Teorema d'Apéry).
Cal destacar que la constant d'Apéry apareix en alguns problemes físics. Per exemple, apareix de manera natural en els termes de segon i tercer ordre de la raó giromagnètica de l'electró (el quocient entre el seu moment dipolar magnètic i el seu moment angular).

## Expressions equivalents
Es coneixen diverses expressions equivalents a la constant d'Apéry, algunes de les quals hi convergeixen més ràpidament que la provinent de la sèrie dels inversos dels cubs.

### Com a sèrie
Leonhard Euler fou el primer en enunciar que
{\displaystyle \zeta (3)={\frac {\pi ^{2}}{7}}\left(1-4\sum _{k=1}^{\infty }{\frac {\zeta (2k)}{2^{2k}(2k+1)(2k+2)}}\right)}.
L'any 1890 el matemàtic rus Andrei Màrkov enuncià que
{\displaystyle \zeta (3)={\frac {5}{2}}\sum _{k=1}^{\infty }(-1)^{k-1}{\frac {k!^{2}}{(2k)!k^{3}}}}.
El matemàtic indi Srinivasa Ramanujan va enunciar que
{\displaystyle \zeta (3)={\frac {7}{180}}\pi ^{3}-2\sum _{k=1}^{\infty }{\frac {1}{k^{3}(e^{2\pi k}-1)}}}.
I en 1998 el matemàtic quebequès Simon Plouffe va enunciar que
{\displaystyle \zeta (3)=14\sum _{k=1}^{\infty }{\frac {1}{k^{3}\sinh(\pi k)}}-{\frac {11}{2}}\sum _{k=1}^{\infty }{\frac {1}{k^{3}(e^{2\pi k}-1)}}-{\frac {7}{2}}\sum _{k=1}^{\infty }{\frac {1}{k^{3}(e^{2\pi k}+1)}}}.
És també notòria l'expressió
{\displaystyle {\begin{aligned}\zeta (3)&={\frac {5}{2}}\sum _{n=1}^{\infty }{\frac {{(-1)}^{n-1}}{{n}^{3}{\tbinom {2n}{n}}}}\\&={\frac {5}{2}}\sum _{k=1}^{\infty }{\frac {{(-1)}^{k-1}{(k!)}^{2}}{{(2k!)}{k}^{3}}}\end{aligned}}}
L'any 2002 el matemàtic Géry Huvent demostrà que
{\displaystyle \zeta (3)={\frac {2}{3}}{(\log 2)}^{3}+4\sum _{k=1}^{\infty }{\frac {{(-1)}^{k-1}}{{k}^{3}{2}^{k}{\tbinom {2k}{k}}}}}
S'han trobat també expressions de la constant en forma de sèrie que permeten accelerar-ne l'aproximació. L'expressió següent tendeix a donar 1,43 nous decimals per terme
{\displaystyle \zeta (3)={\frac {1}{4}}\sum _{k=1}^{\infty }(-1)^{k-1}{\frac {(k-1)!^{3}(56k^{2}-32k+5)}{(2k-1)^{2}(3k)!}}}.
Aquesta tendeix a donar 3,01 nous decimals per terme
{\displaystyle \zeta (3)={\frac {1}{64}}\sum _{k=0}^{\infty }(-1)^{k}{\frac {k!^{10}(205k^{2}+250k+77)}{(2k+1)!^{5}}}}.
Aquesta altra tendeix a donar 3,92 nous decimals per terme
{\displaystyle \zeta (3)={\frac {1}{2}}\sum _{k=0}^{\infty }{\frac {(-1)^{k}(2k)!^{3}(k+1)!^{6}(40885k^{5}+124346k^{4}+150160k^{3}+89888k^{2}+26629k+3116)}{(k+1)^{2}(3k+3)!^{4}}}}.
I aquesta tendeix a donar 5,04 nous decimals per terme
{\displaystyle \zeta (3)={\frac {1}{24}}\sum _{k=0}^{\infty }(-1)^{k}{\frac {(2k+1)!^{3}(2k)!^{3}k!^{3}(126392k^{5}+412708k^{4}+531578k^{3}+336367k^{2}+104000k+12463)}{(3k+2)!(4k+3)!^{3}}}}.

### Com a integral
La constant d'Apéry és fàcilment expressable a partir de la integral
{\displaystyle \zeta (3)=\int _{0}^{1}\int _{0}^{1}\int _{0}^{1}{\frac {1}{1-xyz}}\,dx\,dy\,dz}.
També pot expressar-se a partir d'integrals d'una sola variable, com per exemple amb la integral
{\displaystyle \zeta (3)=\pi \int _{0}^{\infty }{\frac {\cos(2\arctan x)}{(x^{2}+1)\left(\cosh {\frac {1}{2}}\pi x\right)^{2}}}\,dx}
i amb les integrals
{\displaystyle {\begin{aligned}\zeta (3)&={\frac {8\pi ^{2}}{7}}\int _{0}^{1}{\frac {x(x^{4}-4x^{2}+1)\log \log {\frac {1}{x}}}{(1+x^{2})^{4}}}\,dx\\&={\frac {8\pi ^{2}}{7}}\int _{1}^{\infty }{\frac {x(x^{4}-4x^{2}+1)\log \log {x}}{(1+x^{2})^{4}}}\,dx\end{aligned}}}.
Un altre parell d'expressions interessants, com a integral de dues variables, és
{\displaystyle \zeta (3)=-{\frac {1}{2}}\int _{0}^{1}\!\!\int _{0}^{1}{\frac {\log(xy)}{1-xy}}\,dx\,dy=-\int _{0}^{1}\!\!\int _{0}^{1}{\frac {\log(1-xy)}{xy}}\,dx\,dy}.

### A partir de la funció gamma
La constant d'Apéry també té expressions interessants a partir de les funcions gamma i poligamma, com per exemple
{\displaystyle \zeta (3)=-{\tfrac {1}{2}}\Gamma '''(1)+{\tfrac {3}{2}}\Gamma '(1)\Gamma ''(1)-{\big (}\Gamma '(1){\big )}^{3}=-{\tfrac {1}{2}}\psi ^{(2)}(1)}